# ダバオ
ダバオ市（英語: Davao City、タガログ語: Lungsod ng Dabaw、セブアノ語: Dakbayan sa Dabaw）は、フィリピン南部ミンダナオ島ダバオ地方 (Davao Region, Region XII) のダバオ・デル・スル州にある、メトロ・マニラ、メトロ・セブ（セブ市とその周囲）に次ぐフィリピン第3位の都市である。面積2,400km2、2010年現在の人口は約145万人。国際空港と港を持ち、フィリピン南部の政治・経済・文化の中心地である。実際の所ダバオ市は州から独立をしているが、ダバオ・デル・スル州の一部として見られることもある。またダバオ地方の中心都市としても位置づけられている。2,400km2もの広さを誇るダバオ市は世界最大の行政面積を持つ都市の一つともされる。人口は145万人だが、昼間人口は約200万人である。

## 概要
スペイン人による征服は19世紀と遅く、それまでは先住民やイスラム教徒が集落を開いて暮らしていた。この都市が発展したきっかけは、20世紀初頭の日本人によるアバカ（マニラ麻）栽培の農園経営であり、当時は2万人の日本人が住む東南アジア最大の日本人街もあった。現在でも多くの日系人が住み、定年を迎えた日本人の移住先としても注目されている。
現在は木材の積出港であるほか、郊外にはドール社による広大なバナナプランテーションが広がり、その加工や輸出でも有名である。近年はアメリカ企業によるコールセンター業務などのアウトソーシング先として開発されており、巨額の収益が期待されている。

## 地理

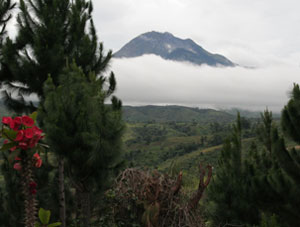
アポ山

ダバオ市はミンダナオ島に南から切れ込んだダバオ湾に面した港湾都市である。街の東にある海岸の対岸には、サマール島（フィリピン中部ビサヤ諸島のサマール島との区別のため、アイランド・ガーデン・シティ・オブ・サマールという正式名称がある）が浮かび、街の西には雄大な火山アポ山がそびえている。
ダバオ市の行政面積は2,443.61km2もあり、都市としては世界最大級の広さである。市域は3区に分かれ、バランガイ（集落）は184を数える。市域の面積の50%は植林地や熱帯雨林である。農業用地は43%で、ダバオの基幹産業が今でも農業だということを示している。国内外に販売するバナナ、パイナップル、コーヒー、ココナツを栽培する巨大プランテーションが農地のほとんどを占めている。
現況では、住居・施設・商業・工業用地としての部分は市の10%である。土地利用計画では、開発可能な区域を市域の15%、農業用地を最大67.19%とし、残る17.68%を森林保存のために残しておくことになっている。

### 気候
ダバオ市は太平洋から山脈で守られており、台風が発生する海域より南側に位置するため台風被害が少ない。天候は特に雨季や乾季がなく、降雨量、気温、湿度、気圧なども一年を通し変化が少ない。こうした天気の予測のしやすさは、農業生産にとって大きな利点になっている。気温は20度から32度の間で、年平均降水量は2,000 mmである。
| ダバオの気候           | ダバオの気候  | ダバオの気候 | ダバオの気候 | ダバオの気候  | ダバオの気候  | ダバオの気候  | ダバオの気候  | ダバオの気候  | ダバオの気候  | ダバオの気候  | ダバオの気候  | ダバオの気候  | ダバオの気候    |
| 月                     | 1月           | 2月          | 3月          | 4月           | 5月           | 6月           | 7月           | 8月           | 9月           | 10月          | 11月          | 12月          | 年              |
| ---------------------- | ------------- | ------------ | ------------ | ------------- | ------------- | ------------- | ------------- | ------------- | ------------- | ------------- | ------------- | ------------- | --------------- |
| 平均最高気温 °C （°F） | 30.9 (87.6)   | 31.2 (88.2)  | 32.3 (90.1)  | 33.0 (91.4)   | 33.0 (91.4)   | 31.6 (88.9)   | 31.4 (88.5)   | 31.6 (88.9)   | 31.8 (89.2)   | 32.1 (89.8)   | 32.1 (89.8)   | 31.4 (88.5)   | 31.9 (89.4)     |
| 日平均気温 °C （°F）   | 26.4 (79.5)   | 26.6 (79.9)  | 27.3 (81.1)  | 28.0 (82.4)   | 28.0 (82.4)   | 27.2 (81)     | 27.0 (80.6)   | 27.1 (80.8)   | 27.3 (81.1)   | 27.4 (81.3)   | 27.4 (81.3)   | 26.9 (80.4)   | 27.2 (81)       |
| 平均最低気温 °C （°F） | 21.9 (71.4)   | 22.0 (71.6)  | 22.3 (72.1)  | 23.0 (73.4)   | 23.0 (73.4)   | 22.9 (73.2)   | 22.7 (72.9)   | 22.7 (72.9)   | 22.8 (73)     | 22.8 (73)     | 22.7 (72.9)   | 22.4 (72.3)   | 22.6 (72.7)     |
| 降水量 mm （inch）     | 114.7 (4.516) | 99.0 (3.898) | 77.9 (3.067) | 144.9 (5.705) | 206.7 (8.138) | 190.1 (7.484) | 175.9 (6.925) | 173.2 (6.819) | 180.1 (7.091) | 174.8 (6.882) | 145.7 (5.736) | 109.7 (4.319) | 1,792.7 (70.58) |
| 平均降水日数           | 17            | 14           | 12           | 11            | 15            | 19            | 18            | 17            | 17            | 19            | 20            | 20            | 199             |
| 出典：PAGASA           |               |              |              |               |               |               |               |               |               |               |               |               |                 |

## 歴史

### 先住民バゴボ人と「ダバオ」の語源

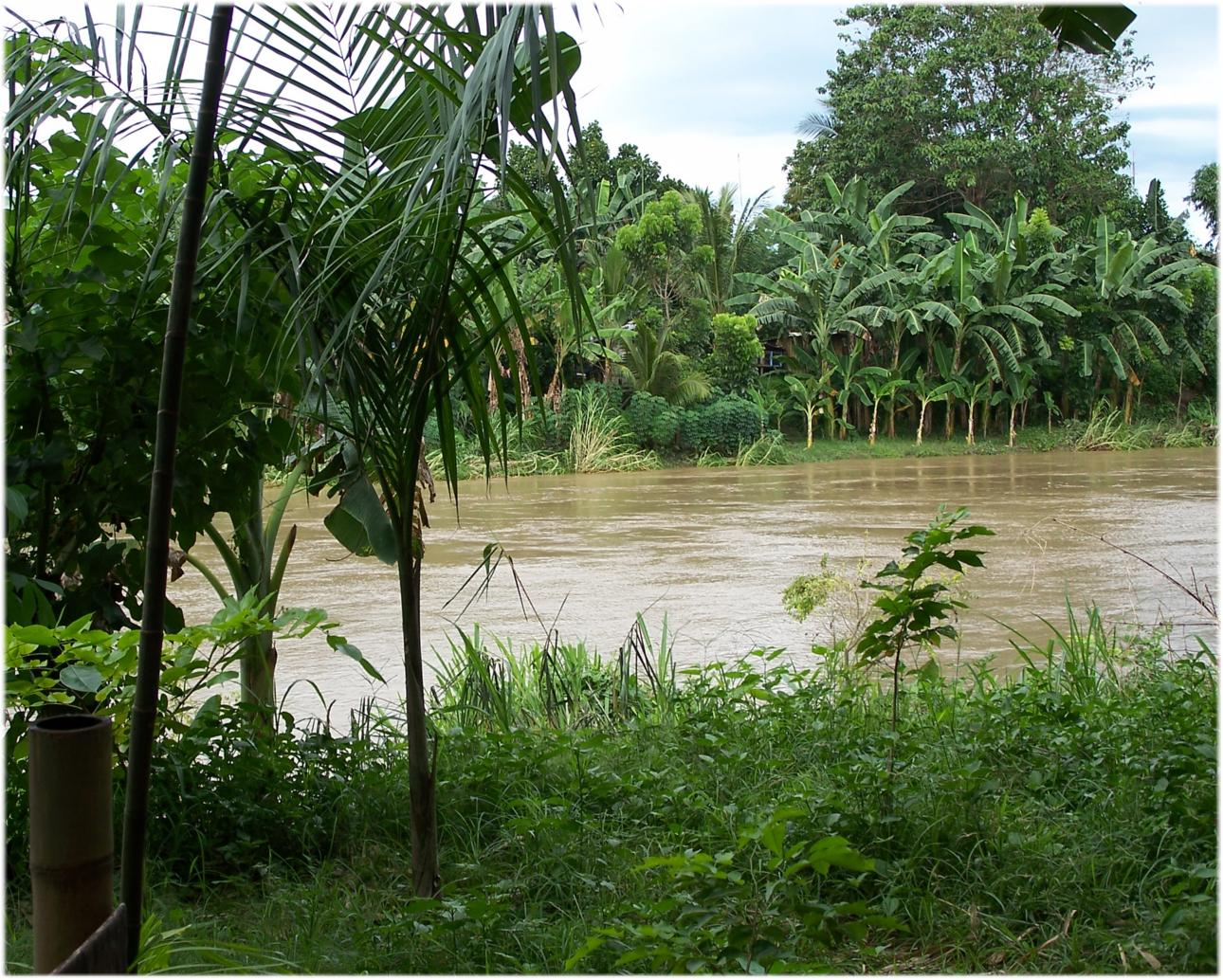
ダバオ川

地方史家によれば、「ダバオ」の語源は、ミンダナオ南部周辺に住む先住民バゴボ人の3つの支族が、ダバオ湾に注ぐダバオ川を指すのに使った言葉が混ざり合ったものという。市の後背地の丘陵地帯に住む先住民オボ族（ウボ族）は、この川をダヴォー (Davoh) と呼んだ。ダヴォーとは「高い丘の向こう」を指し、ダバオ川河口の高いうねった丘に囲まれている町をそう呼んでいた。丘の海の中間に住むクラタ族（ギアンガ族）はこの川をドゥフォウ (Duhwow) またはダヴァウ (Davau) と呼んでいたが、森から採れる物を塩や日用品と物々交換する川沿いの交易の町のことも指していた。最も低地に住むタガバワ族はこの川をダブ (Dabu) と呼んだ。

### スペイン人による征服とアメリカ統治
スペイン人は16世紀にセブやマニラなどフィリピンの大部分を征服したが、その影響がミンダナオ島の南側やダバオに及んだのは非常に遅く、19世紀になってからである。1847年、ドン・ホセ・ウヤングレン (Don Jose Uyanguren) に率いられた探検隊が、現在のボルトン川沿いにあったマングローブの沼地にキリスト教徒の入植地を設立した。その頃ダバオ周辺はモロ人（ムスリムであるマレー系人）の首長（ダトゥ）、ダトゥ・バゴ (Datu Bago) が支配しており、彼の町はダバオ川の川岸にあった（当時は、バゴボ人はダバオ川をタグロック川 Tagloc River とも呼んでいた）。両者は戦闘になったが、ウヤングレンがダトゥ・バゴを破った。彼はスペインの故郷を記念して、この地域をヌエヴァ・ギポスコア (Nueva Guipozcoa) と改称し、最初の統治者になったが、この地の開発にかけた彼の努力は実を結ばず、密林は豊かな農地にはならなかった。
1900年、フィリピンを事実上支配下に置いたアメリカ軍がこの地に上陸して統治を開始すると、個人農園の開拓が進み輸送・通信手段が改善され、この地方の経済的発展の端緒が開かれた。

### ダバオ日本人社会

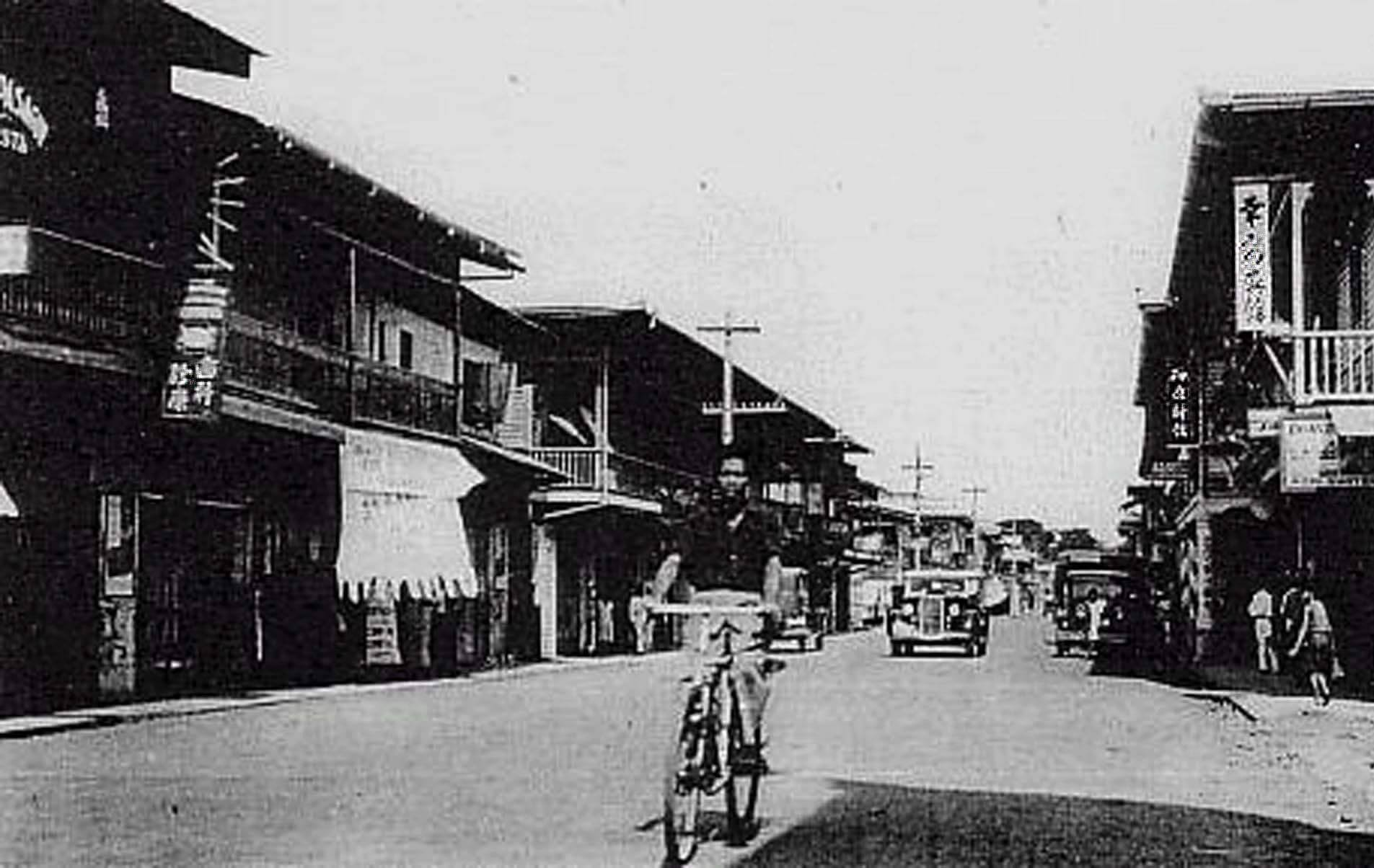
ダバオの日本人街（1930年代）

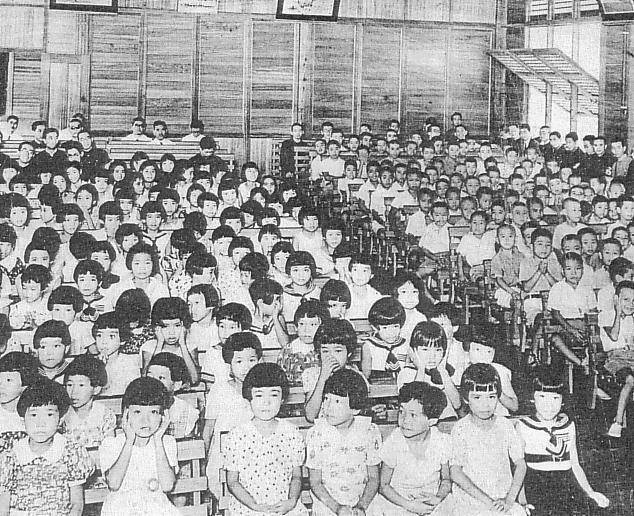
ダバオの日本人学校（1939年）。日本人と現地人の結婚も多く、生徒の半数以上が混血という学校もあった

兵庫県出身でマニラで雑貨商を営んでいた日本人実業家、太田恭三郎（1876-1917）はこの地に目をつけ、1903年、広大な土地を開発する許可を受けてアバカ（マニラ麻）とココナツのプランテーションを作り上げた。当時日本や沖縄から多くの労働者がマニラとバギオを結ぶ高原道路・ベンゲット道路の過酷な工事に従事していた。ベンゲット道路(en:Kennon Road)は1898年からフィリピンを支配し、マニラに総督府を置いた米国が、夏の間の行政機能をバギオに移すために1901年に着工し、難工事の末、1905年に完成させた全長約41㎞の道路である。太田は工事で疲労困憊した彼らをダバオに誘い外国人経営の農園で働かせた。マニラ麻は船舶用のロープの原料として飛ぶように売れ、フィリピン法にのっとって会社を設立すれば外国人でも土地を所有できることを知った太田はベンゲット道路で労働していた沖縄県人のリーダー・大城孝蔵らとともに、農園と工場をあわせた「太田興業株式会社」を1907（明治40）年5月に設立、これが日本人による最初のダバオでの会社だった。1914年には伊藤商店（現伊藤忠と丸紅）の援助を受けた古川拓殖株式会社が設立され、太田興業とともにダバオにおける二大アバカ麻会社となった。1918年には日本人経営の会社は60社にのぼり、日本人の経済進出が目立つようになると、フィリピン国内でこれを警戒する排日世論が高まり、1919年、６割以上の株式をフィリピン人か米国人が保有しない限り土地を払い下げないという日本人に不利な新土地法が制定され、日本人殺傷事件も頻発した。
1910年代、日本人移民、とくに大城孝蔵の呼び寄せによる沖縄県からの移民が増加し、第一次世界大戦景気でロープも大いに売れたこともあり1916年には1万人の日本人が住むに至った。大戦後不況で多くの日本人がダバオを離れたが、沖縄県出身者はとどまり、1938年にはダバオに1万8千人住んでいた日本人のうち沖縄県出身者が7割を占めた。太田は激増する農園需要と日本人移民の居住地を満たそうとバゴボ人の首長インタルから土地を獲得し、この場所に多くの人がとどまるように「民多留（みんたる）」と名づけた。ミンタルは日本人町になり、日本人学校、日本語新聞、日本領事館、病院、商店、売春宿、仏教寺院、キリスト教会、神社などが作られた。周囲には日本の商社の支援を受けた大手農園・工場や、一から作った中小農園など多くの農園会社が林立しダバオ湾岸には日本人経営のアバカのプランテーションが広がった。またコプラ、材木、漁業基地、雑貨の輸出入なども日本人によって手がけられた。
一方バゴボ人の頭越しにアメリカ人官僚から土地を獲得する者が増えて現地人と日本人の関係が悪化し、第一次大戦景気の間の麻農園拡張期には100人以上の日本人が殺された。またアメリカ植民地政府は日本人社会の膨張と日本の南方拡大の欲望が結びつくのを警戒し、ダバオ日本人社会を満州国（マンチュクォ）にならってジャパンクォ、ダバオクォと呼んでいた。こうした緊張関係もあったがダバオの麻製造をはじめとした農業・商工業は発展を遂げ、ダバオ経済の半分以上は日本人が支えるようになった。フィリピン人は進んだ栽培技術を日本人経営の農園で身につけ、これがダバオの産業の基礎が農業になることに繋がっている。
ダバオは1937年3月16日に正式に市となった。しかし数年後、太平洋戦争の開戦で日本人社会はアメリカ領フィリピンの中で厳しい目にさらされ、日本人はフィリピン人やアメリカ人たちによって強制収容された。
しかし1941年12月20日未明、日本軍がミンダナオ島に上陸、当日のうちにダバオは占領された。
日本の軍政が始まると日本人移民は解放され、逆に多くのフィリピン人が殺された。街の日本化が進む一方、アメリカによるフィリピン・コモンウェルス政府を通じた間接支配で事実上自治を手にしていたフィリピン人は日本人や日本軍に対して敵愾心を抱き、1944年にフィリピン奪回を開始したアメリカ軍を熱狂的に迎えゲリラ活動に参加した。ミンダナオ島の戦いでダバオ市、とりわけ日本人街ミンタルは最激戦地となった。日本軍と民間人は山岳部に退却したが、戦闘やゲリラ襲撃、病気や飢餓で山中を彷徨していた兵士・民間人数万人が死亡した。以後、生き残った日本人移民は抗日運動を恐れ日本人である証拠を消し、戦後相当の年月がたつまでフィリピン人としてひっそりと暮らすことになる。
2006年6月6日付け「まにら新聞」の記事によると、2005年10月時点で、マニラ総領事館ダバオ駐在官事務所（当時。現・在ダバオ日本国総領事館）管轄邦人数は3ヶ月以上の長期滞在人数は165人、永住者は120人となっている。ダバオの永住者の比率は42.1%となり、マニラの15.4%、セブの23.2%に比べ「永住志向」が高い。
1949年8月1日ポツダム政令「旧日本占領地域に本店を有する会社の本邦内にある財産の処理に関する政令」（「在外会社令」）により、太田興業はじめ40数社あった日本の在外会社は財産放棄し、すべて喪失した。古川拓殖や太田興業の耕地や施設はフィリピン国立麻会社「ナフコ」が引き継いだが、ほどなくして荒廃した。

### 戦後のダバオ

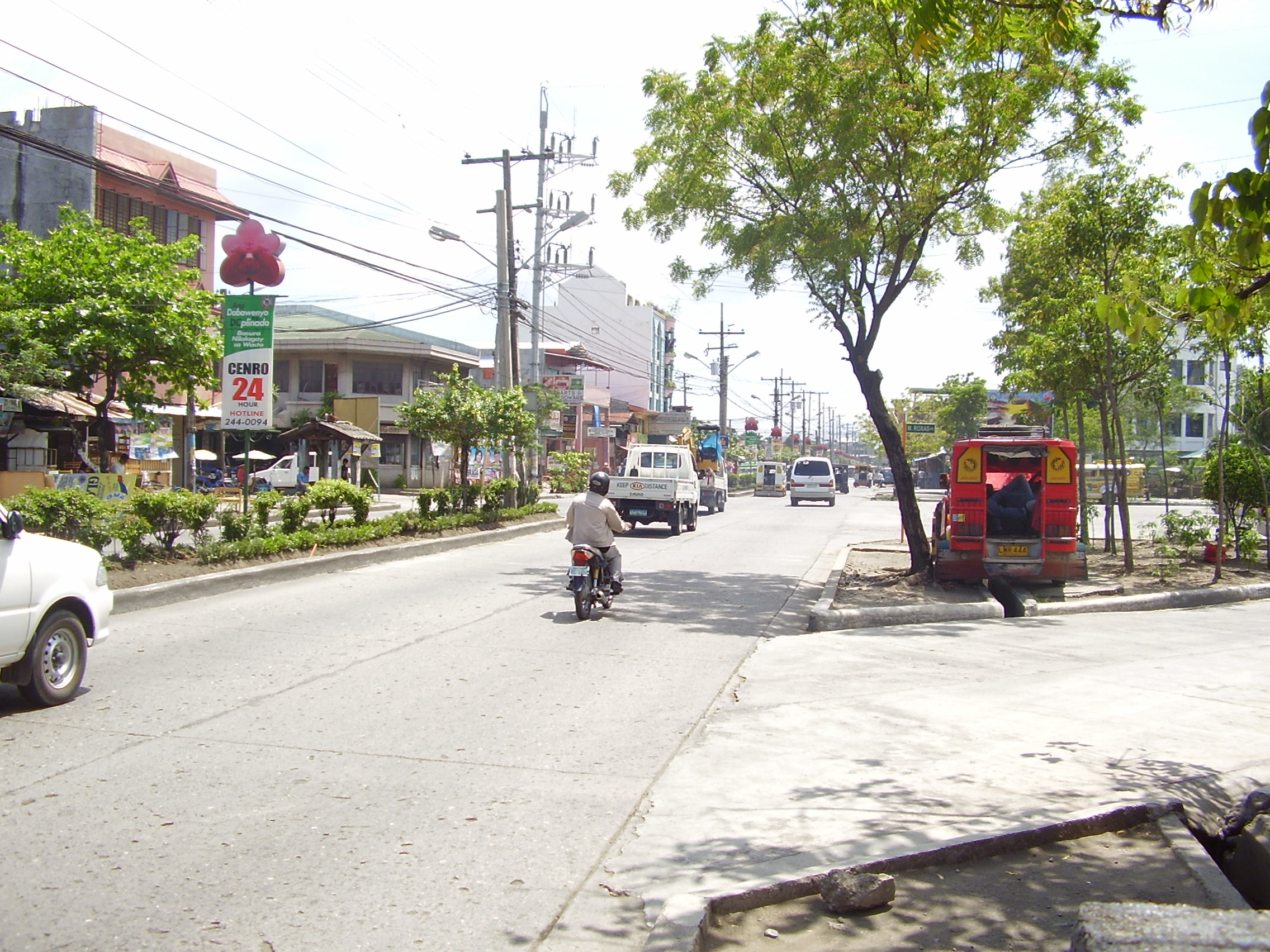
ケソン大通り

戦後のダバオ周辺は一転してドール、チキータなどアメリカの大規模農業会社による果樹のプランテーションが広まった。ダバオはマニラに次ぐ大都市として繁栄し、特に人口過剰なフィリピン北部や中部の農民を受け入れ拡大した。しかし1970年代以降、ムスリムの分離独立を訴えるモロ・イスラム解放戦線 (MILF) や大地主やプランテーションの打倒を目指す新人民軍 (NPA) による内戦がミンダナオ島山岳部で起こり、ダバオは比較的平穏ながらもその影響を受け、また1980年代には農産物の市場価格の下落がダバオ経済をゆすぶり犯罪や貧困が増加した。
1990年代MILFやNPAは掃討され勢力を弱め、2000年代に入りダバオは落ち着きを取り戻し、ダバオ市は農業に加え情報産業も振興させようとしている。一方、より過激で国際的なネットワークを持つアブ・サヤフやジェマ・イスラミアがダバオから離れたミンダナオ島西部に現れ、これまでテロとは無縁だったダバオでも2003年3月から4月に国際空港旧ターミナルおよび港湾部の客船埠頭で連続爆弾テロが起こり合わせて38人が死亡、200人が負傷した。MILFが関与を疑われているが、彼らは関与を否定している。
1988年、ダバオ市の検察官を務めていたロドリゴ・ドゥテルテがダバオ市長に就任し、青少年の夜間外出禁止や街頭でのアルコール飲料飲酒禁止など、軽犯罪を取り締まる条例を矢継ぎ早に通過させ、警察の権限を強め、監視カメラを増やし、自ら大型バイクに乗って、重武装の車列を率いてパトロールをしてみせるなど、犯罪防止に力を入れた。ドゥテルテは1988年から1998年までの3期、2001年から2010年までの3期、2013年から2016年までの1期と、長期にわたってダバオ市長を務め、2016年にフィリピンの大統領に就任した。
ドゥテルテの執政下では、フィリピン国内でも「フィリピンの殺人都市」とまで言わるくらい最悪の部類だったダバオ市の治安は、劇的な回復をして経済は活況を呈し、人口は1999年の112万人から2008年の144万人へと大きく増加した。ダバオ市観光局は、タクシーのボッタクリや乗車拒否、犯罪発生率を劇的に軽減させることに成功したダバオ市を「東南アジアで最も平和な都市」と称している。しかし一方で、ドゥテルテの容認の下で「ダバオ・デス・スクワッド（Davao death squads、ダバオ死の部隊）」と呼ばれる組織が、犯罪者を超法規的措置によって殺害してきたとされ、人権団体やアムネスティ・インターナショナルが批判している。

## 産業

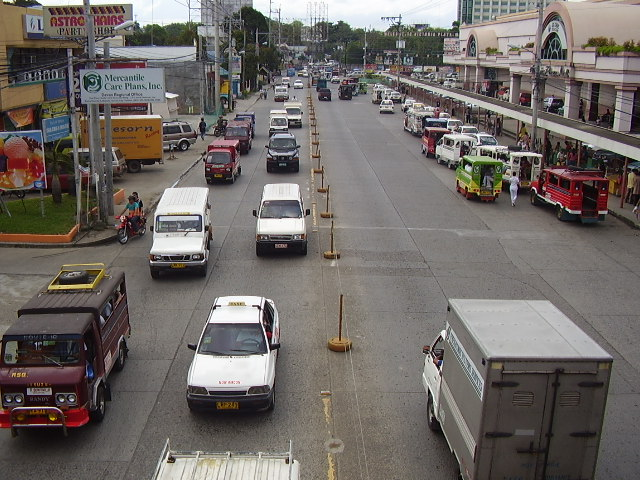
ヴィクトリアプラザ付近の街路風景

ダバオの産業は農業関連産業および工業が中心であるが、ダバオに多く集中する各種大学や、恵まれた通信インフラ・電力インフラなどを生かして情報技術産業の中心になろうという構想もある。2006年10月には、情報通信技術の振興を目指す ICT Davao, Inc が設立され、ダバオ市およびダバオ湾岸の州にこれらの産業を集積させようという「シリコン・ガルフ」構想が打ち出されている。ダモサ地区にはDamosa IT ParkというIT産業団地が建設される。

## 交通
ダバオ市はフィリピン国内外の多くの都市から航空機・船舶・バスなどがアクセスしている。航空便ではマニラからダバオ国際空港まで1時間40分、セブからはわずか30分であるほか、サンボアンガ、イロイロなどへ国内便が多く運行している。国際線はシンガポールへは毎日、香港やインドネシアのマナドへの便もある。ミンダナオ島北部の中心地カガヤン・デ・オロとは幹線道路 (Highway) が繋がっている。ダバオ国際空港は1998年に拡張、近代化が行われたほか、市内の道路、橋、港の整備も著しい。

## 文化

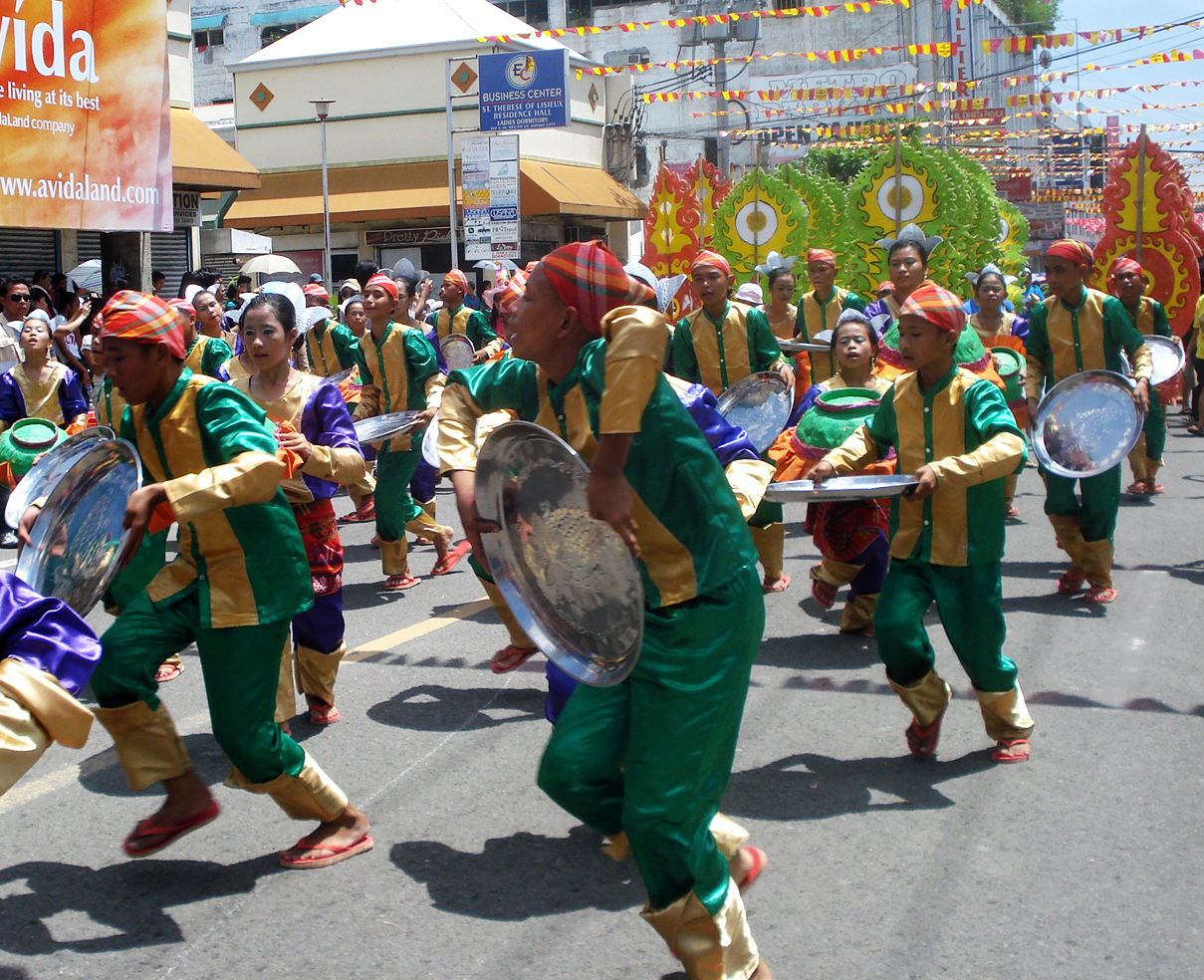
カダヤワン祭

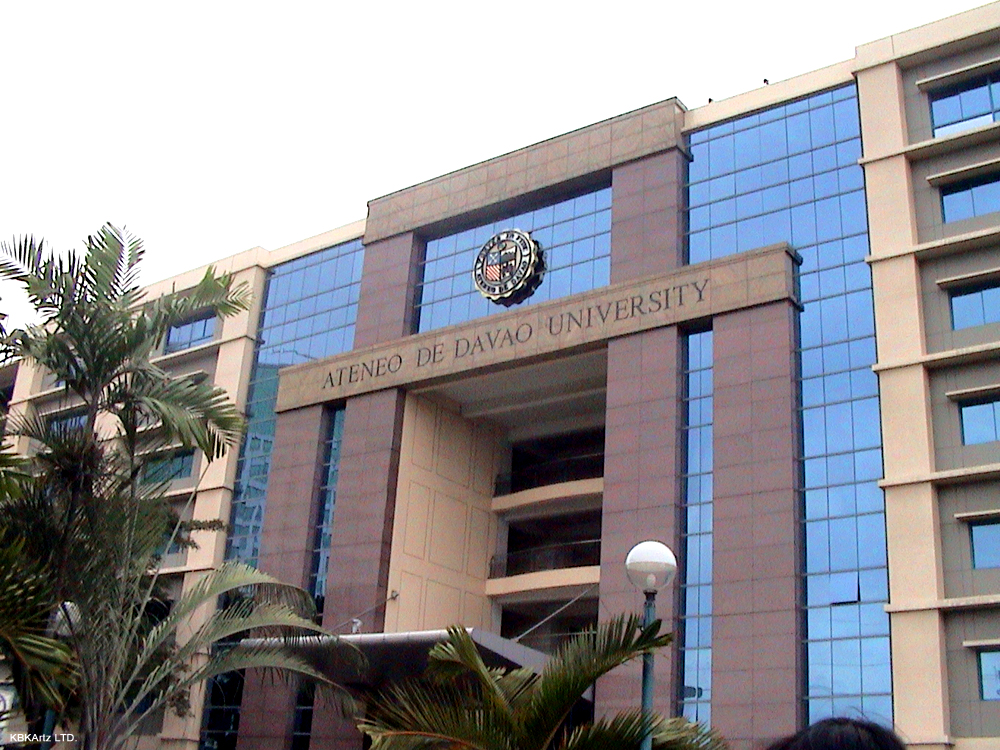
アテネオ・デ・ダバオ大学

### 方言と言語
フィリピン中部ビサヤ諸島で使われるセブアノ語が最も広く使われる言語である。フィリピン語（タガログ語）もこれに次いで通用する。英語は学校での授業の際に使用され、多くの人が聞き取りや会話ができ、特にビジネスシーンではよく使われている。

### 宗教
主要な宗教はローマ・カトリック（83.83%）で、その他のキリスト教が15%、残る1.17%がそれ以外の宗教（イスラム教、仏教など）である。

## 教育
フィリピン政府は無償で初等教育（小学校）・中等教育（ハイスクール）を提供している。フィリピンの識字率は93.9%だが、ダバオは98.05%とより高い。
ダバオ市はミンダナオ島の教育の中心である。374の小学校、65の中等学校、35の単科大学や総合大学があり、多くの修士や博士を供給しフィリピンが世界有数の数のMBA修了者を出すのに貢献している。

## 施設

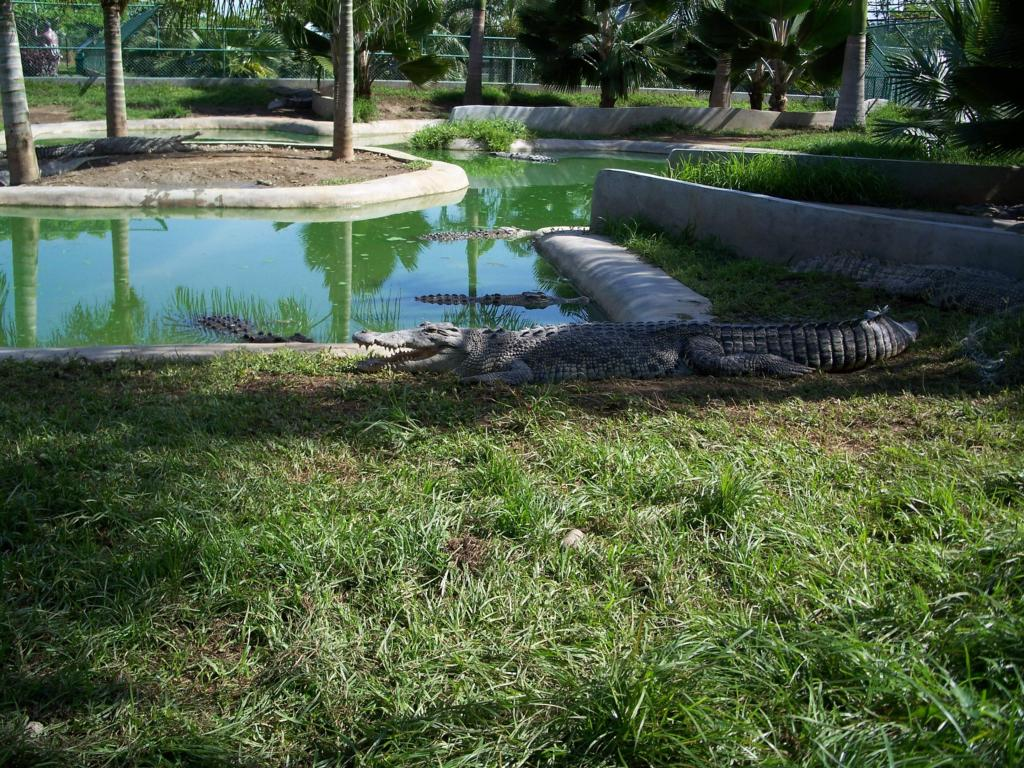
クロコダイル・パーク

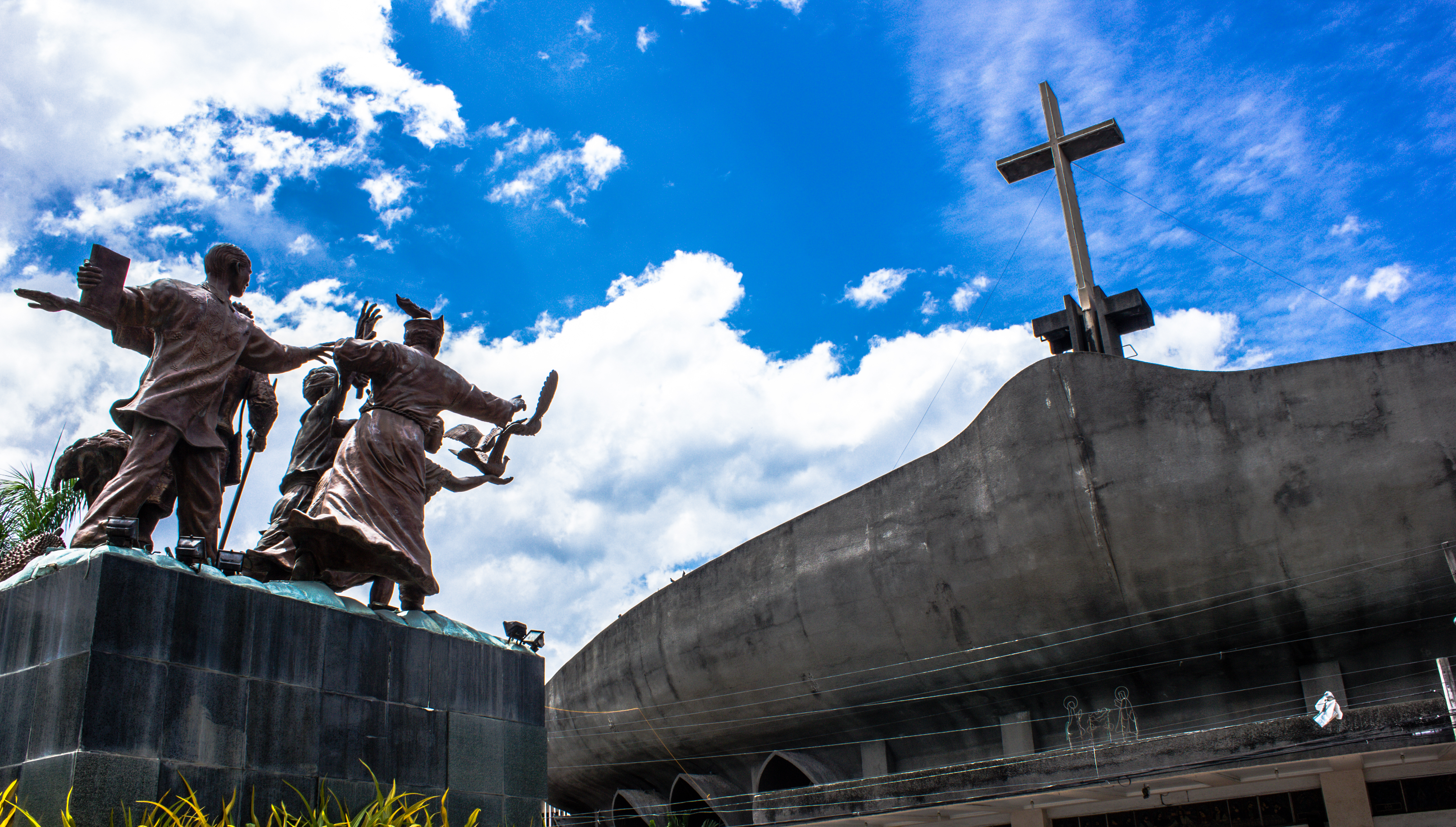
ダバオ大聖堂（サン・ペドロ大聖堂）

繁華街・行政・商業の中心地はダバオ川の北に集中する。東西に走るサン・ペドロ通りと南北に走るレクト・アベニューの二つがメインストリートであり、周囲にホテルや市場、ショッピングセンターが広がる。
戦闘記念碑 (Battle Memorial)
かつての日本人街ミンタルで起こった、アメリカ軍と日本軍の長期間にわたる戦闘とダバオ解放を記念している。
キャンプ・ドミンゴ・レオノール
かつてのスペイン人地区、1920年代のアメリカ兵地区。
ダバオ市役所
1926年建設の、ダバオ町時代からの建物。
ダバオ博物館
ダバオの先住民族、歴史的な写真や開拓者家族などに関する資料を展示。
ダバオ歴史的社会博物館
ダバオの歴史的社会の資料を展示。
ダトゥ・バゴの砦
タグロク川（現・ダバオ川）沿いを支配したムスリムの勇者ダトゥ・バゴの拠点だった場所。
フルカワ・プランテーション
日本人実業家・太田恭三郎への公的土地譲渡を許可した1903年の条例により、バゴボ人から獲得されたアバカ（マニラ麻）プランテーションの跡地。
日本人博物館
戦前・戦中にダバオにあった日本人社会の歴史的記録を展示。プランテーションで使われた農具や日用品、貨幣、出版物など。
ミンタルの日本人墓地や神社
お盆や終戦記念日の8月15日になると、かつての兵士や移民、その遺族らが慰霊にやってくる。
ロンワ寺
ミンダナオで一番大きな仏教寺院。竹などに囲まれて建っており、堂々とした仏像があり、釈迦の生涯が浮き彫りにされたレリーフがある。
勇敢な息子の記念碑
ゲネロソ橋にあり、この場所で日本軍の侵略に対して橋を守ろうとして戦死したアルマンド・ゲネロソの勇気ある行為をたたえた記念碑。
ミンタル歴史記念碑
ミンダナオ戦でミンタル防衛に当たった山田大佐の記念碑。ここはダグラス・マッカーサー、ロバート・アイケルバーガー、ジョセフ・スティルウェルら当時の米軍の将軍達も訪れた場所である。
平和統一記念碑
1998年のフィリピン独立100年記念の年に除幕された碑で、この100年のダバオの現地人（モロ人や先住民など）と入植者（ビサヤ人など）との平和な関係を記念したもの。
モスク
イスラム教もダバオの主要宗教であり、バンケロハン、ケソン大通り、パナカン、キンポ大通りなどで見ることができる。
日本人の建物
ミンタル、トゥグボク、トリルなどの地区に残る、第二次大戦前・戦中の日本人の家屋、倉庫、麻の加工工場など。
オスメーニャ公園 (Osmeña Park)
初期のダバオ入植地のあった場所。
太田恭三郎記念碑
ミンタル小学校。1903年、土地条例に対して誓願した太田恭三郎を記念したオベリスク。
ウヤングレン上陸地
スペイン・ギプスコアの人、コンキスタドールでダバオの最初の統治者になったドン・ホセ・ウヤングレン・イ・クルスが入植のため上陸した場所。
サン・ペドロ大聖堂
ミンダナオ最古の教会の一つ。市の守護聖人、聖ペトロのためにダバオ征服の年、1847年に建てられた。ダバオ大司教管区の所在地。
プラハの幼いイエスの聖堂
プラハから送られた像を安置する、地元のカトリック信者の聖地。
タロモ・ビーチ (Talomo Beach)
太平洋戦争で沈んだ軍用船が波打ち際から200m先にある。
エデン自然公園
都心から40分ほどの、人気のあるマウンテン・リゾート。海抜1000mほどのところにあり、穏やかな気候や椰子の木々で有名。
フィリピン・イーグル・センター
フィリピンの国鳥、世界最大の鷲であるフィリピンワシの保護施設。都心から45分ほどの位置にある。
パラダイス・アイランド・アンド・ビーチ・リゾート
サマール島にある、人気のある白砂のビーチ。ラナンからボートで5分のところ。動物園などもある。

## 姉妹都市
- 泉南市、日本
- 南寧市、中華人民共和国
- マナド、インドネシア
- プカンバル、インドネシア
- コロール、パラオ
- ウラジオストク、ロシア
- 基隆市、中華民国
- タコマ、アメリカ合衆国
- 北九州市、日本

### ダバオと日本
- 移民人物伝 大城孝蔵
- ダバオ開拓の父、太田恭三郎 『南洋の歴史と現実』柴田賢一 (帝国産業法規社, 1942)より
- 太田恭三郎君 『比律賓群島と太田恭三郎君』井上直太郎 (川瀬俊継, 1927)
- 『ダバオ写真帳』（国立国会図書館近代デジタルライブラリー）
- 比律賓太田興業株式会社事業写真帖(太田興業, 1900)
- 柴田賢一 ダバオ開拓記 (興亜日本社, 1942)
  - 改訂版『ダバオ戦記 南洋開拓の栄光と悲惨の歴史』（大陸書房, 1979）